# Alluaudia (planten)
Alluaudia is een geslacht uit de familie Didiereaceae. Het bestaat uit zes soorten die endemisch zijn in Madagaskar.
Alle soorten zijn opgenomen in bijlage II van CITES. In Nederland heeft de Botanische Tuin Kerkrade en in België de Plantentuin van Gent planten uit dit geslacht in zijn collectie.

## Soorten
- Alluaudia ascendens
- Alluaudia comosa
- Alluaudia dumosa
- Alluaudia humbertii
- Alluaudia montagnacii
- Alluaudia procera